# Glosar de meteorologie
Prezentul glosar de meteorologie cuprinde termeni din domeniul meteorologiei, climatologiei și hidrologiei.

## A
- abatere:

- diferența dintre valoarea măsurată și cea reală a unei mărimi, parametru sau element meteorologic;
- diferența dintre valoarea efectivă sau valoarea limită admisă a unei mărimi și valoarea ei nominală sau proiectată.
- abatere climatică - diferența dintre valoarea la un moment dat, a unui element climatic și valoarea medie calculată pe o perioadă de timp reprezentativă dintr-un anumit punct de vedere; oferă o imagine asupra tendinței fenomenului.

- ablațiune

- procese ca topirea, sublimarea, evaporarea care determină dispariția zăpezii sau a gheții de pe un teren sau un ghețar;
- reducerea până la dispariție a echivalentului în apă al unui strat de zăpadă datorită topirii, evaporării, acțiunii vântului sau avalanșelor
- transportarea/spulberarea sau îndepărtarea, sub acțiunea vântului, cursurilor de apă sau a ghețarilor;
- pierderea din substanță, urmată de evaporare a corpurilor care pătrund în atmosferă, datorită frecării cu aerul.
- absorbția deasupra calotelor polare - efectul asupra undelor radioelectrice la latitudini înalte, cauzat de creșterea bruscă a concentrației de electroni în stratul D al ionosferei.
- absorbție atmosferică - transformarea energiei radiante în energie termică, mecanică, electrică, etc., datorită absorbției acesteia de către constituenții atmosferici.
- absorbție aurorală - absorbția undelor radio în timpul fenomenelor aurorale, care determină absența completă a ecourilor ionosferice.
- acalmie:

– stare atmosferică fără vânt apreciabil sau cu slabe și scurte deplasări locale ale aerului sau ale valurilor, produsă de diferența de încălzire dintre diferitele tipuri de soluri;
- intervalul de liniște din cadrul unei perioade agitate sau care o precede ("liniștea dinaintea furtunii") ori urmează după aceasta.
- accident climatic - variație climatică ce are loc într-o perioadă foarte lung, datorată activității tectonice (deriva continentelor, orogeneză, schimbări la scară mare în distribuția raportului uscat/apă) și variațiilor semnificative ale activității solare (sinonim: revoluție climatică).
- Acdar - sondaj atmosferic efectuat cu un sistem de detectare și telemetrare prin mijloace acustice.
- ace de gheață - cristale de gheață, care se formează la temperaturi foarte scăzute și cad pe timp senin sub formă de suspensie, strălucind în lumina Soarelui.
- acrețiune - creșterea în volum a particulelor noroase sau precipitante prin coliziunea și unirea unei particule de gheață (cristal sau fulg de zăpadă) cu o picătură minusculă de apă suprarăcită, care îngheață brusc în urma acestui impact.
- actinogramă - diagramă pe care actinograful înregistrează continuu variațiile intensității radiației solare directe.
- actinometrie - ramură a meteorologiei ce se ocupă cu măsurarea și studiul radiației solare, atmosferice și terestre.
- actinometru – instrument pentru măsurarea intensității radiației solare.
- activitate ciclonică - formă a circulației generale a atmosferei în regiunile extratropicale, reprezentată prin dezvoltarea și deplasarea ciclonilor și anticiclonilor.
- acțiune de blocaj - vezi blocaj.
- acumulare:

- cantitatea de zăpadă sau gheață, ori de oricare altă formă a apei în stare solidă, care se adaugă prin alimentare la un ghețar sau peste un câmp de zăpadă; reprezintă opusul procesului de ablațiune sau de eroziune;
– proces de depunere a materialului detritic transportat de apă, vânt, ghețari etc.
- acumulare anuală de zăpadă - cantitatea anuală de zăpadă acumulată într-un loc, o zonă sau o regiune determinată, exprimată de regulă în echivalent apă (sinonim: rezervă de zăpadă).
- acumulare de gheață - proces prin care se formează și crește un strat de gheață pe o suprafață solidă, ca cea a unei aeronave, expusă la o precipitație suprarăcită sau picăturelelor suprarăcite de nor, care îngheață la contactul cu suprafața respectivă.

- acustică atmosferică - ramura meteorologiei care studiază propagarea undelor sonore în atmosferă în diferite condiții meteorologice, absorbția și dispersia sunetelor în atmosferă, precum și sunetele și zgomotele produse de diferite procese atmosferice (sinonim: acustică meteorologică).
- acustică meteorologică - vezi acustică atmosferică.
- adăpost de instrumente - vezi adăpost meteorologic.
- adăpost meteorologic - adăpost de construcție specială, care protejează instrumentele meteorologice instalate în interior de acțiunea radiației solare și cărora le asigură o ventilație suficientă (sinonime: adăpost psihrometric, adăpost Stevenson, adăpost de instrumente).
- adăpost psihrometric - vezi adăpost meteorologic.
- adăpost termometric cu contracurent - tehnică de reducere a efectului apei lichide din aer asupra termometrelor aeropurtate prin inversarea direcției curentului de aer ce trece peste senzor.
- adăpost termometric Rosemount - apărătoare folosită pentru diminuarea efectului picăturilor de apă lichidă din atmosferă asupra termometrelor aeropurtate, care folosește inerția picăturilor și asigură protecția senzorului.
- adăpost Stevenson - vezi adăpost meteorologic.
- adâncime a unui ciclon - valoarea cea mai mică a presiunii atmosferice din centrul unui ciclon; cei mai adânci cicloni se înregistrează iarna la nord de ecuator, în Oceanele Atlantic și Pacific.
- adâncirea unui ciclon - scăderea cu timpul a presiunii în centrul unui ciclon.
- administrația meteorologică aeronautică - organism desemnat de către autoritatea de stat ca responsabil pentru furnizarea serviciilor meteorologice aeronautice într-un spațiu aerian.
- advecție:

- mișcare a aerului atmosferic în direcție (aproape) orizontală, menținându-și temperatura și indicele de umezeală;
- transportul, o dată cu masa de aer, a diferitelor sale proprietăți, de exemplu: advecția căldurii, a vaporilor de apă, a densității etc.
- advecție ageostrofică - advecție care are loc pe componenta ageostrofică a vântului (vezi: vânt geostrofic).
- advecție caldă - vezi advecție termică.
- advecție de turbion - în dinamică la scară mare, transportul vorticității absolute a particulelor individuale de aer de către vânt (sinonim: advecție de vorticitate).
- advecție de vorticitate - vezi advecție de turbion.
- advecție geostrofică - advecție produsă de componenta geostrofică a vântului.
- advecție rece - vezi advecție termică.
- advecție termică - încălzirea sau răcirea locală a atmosferei determinată de deplasarea aerului în plan orizontal dintr-o zonă în alta; din punct de vedere meteorologic, advecția termică se poate reprezenta ca o deplasare a izotermelor în câmpul curenților de aer (sinonime: advecție caldă, advecție rece).

- aerografie - disciplină care se ocupă cu studierea aerului și a proprietăților lui; vezi și aerologie.
- aerogramă - diagramă aerologică reprezentând repartiția verticală în atmosferă a presiunii, temperaturii, umidității etc.
- aeroion - ion atmosferic eliberat prin descărcări electrice, prin evaporări ale apei etc.
- aerologie - ramură a meteorologiei care se ocupă cu studiul straturilor înalte ale atmosferei; vezi și aerografie.
- aerometeorograf - aparat meteorologic montat pe aeronave pentru înregistrarea neîntreruptă a variațiilor presiunii, temperaturii și umidității aerului.
- aeronomie - știință care se ocupă cu studierea fenomenelor fizice ce se produc în atmosfera înaltă.
- aerosondaj - sondaj al straturilor înalte ale atmosferei cu ajutorul balonului.
- aerostat - balon umplut cu hidrogen, în nacela căruia se instalează instrumente și aparate necesare sondajelor aerologice.
- aer saturat - aer în care tensiunea vaporilor de apă conținuți este egală cu tensiunea maximă corespunzătoare aerului în momentul respectiv.
- aer umed - aer care conține apă în faza gazoasă, lichidă sau solidă.
- aer uscat - aer atmosferic cu cantități foarte mici de vapori de apă.
- agent atmosferic - factor care provoacă fenomene atmosferice.
- agent geografic extern – fenomene care nu aparțin scoarței terestre și care produc transformări asupra acesteia, ca: vânturile, precipitațiile, variațiile de temperatură, râurile, valurile, ghețari etc.
- agravarea timpului – schimbarea mai mult sau mai puțin bruscă a timpului, caracterizată prin faptul că elementele meteorologice ating anumite valori limită sau că se produc fenomene periculoase pentru diferitele ramuri de activitate.
- agrometeorologie – disciplină care studiază interacțiunea dintre condițiile meteorologice, climatice și hidrologice pe de o parte și întregul proces al producției agricole pe de altă parte.
- aisberg – bloc de gheață desprins din calota polară și care plutește pe ocean.
- ajustare geostrofică - procedură folosită în modelarea numerică pentru procesul de revenire a atmosferei la o stare cvasigeostrofică, datorită compensării efectelor secundare induse de mișcarea ageostrofică.
- albedo - mărime fotometrică egală cu raportul dintre intensitatea luminii radiate difuz de un corp și intensitatea luminii care cade pe acel corp.
- albedometru - instrument pentru determinarea albedoului.
- albie – porțiunea unei văi ocupată permanent sau temporar de apă.
- alizeu – vânt care bate în regiunile intertropicale, de la nord-est spre sud-vest în emisfera nordică și de la sud-est spre nord-vest în cea sudică.
- altocumulus – nori în formă de grămezi, situați la o înălțime de 2.500 – 6.000 m, cu aspect de mici îngrămădiri de culoare albă sau cenușie, constituite din picături mici de apă.

- altocumulus castellanus - tip de nor altocumulus, caracterizat de formațiuni verticale asemănătoare unor turnuri sau castele.
- altocumulus floccus - tip de nor altocumulus, cu aspectul de mici smocuri sau bulgări izolați, având margini zdrențuite.
- altocumulus stratiformis - tip de nor altocumulus, caracterizat printr-o formă stratificată, ce se întinde pe o suprafață largă, fiind asociat cu condiții meteorologice stabile.

- altostratus – formație de nori situată la o înălțime de 2.500 – 6.000 m, care se prezintă sub forma unui strat uniform de culoare cenușie sau albăstruie, cu aspect fibros sau ușor striat.
- amplitudine (climatică sau termică) - diferența dintre valorile maximă și minimă înregistrate de un element meteorologic în evoluțiile sale periodice.

- amplitudine anuală absolută – diferența între valoarea cea mai ridicată și cea mai scăzută a unui element meteorologic înregistrată în cursul unui an.
- amplitudine anuală medie - diferența între valorile medii lunare cea mai ridicată și cea mai scăzută a unui element meteorologic.
- amplitudinea diurnă (zilnică) -  diferența între valorile cea mai ridicată și cea mai scăzută a unui element meteorologic înregistrată în cursul unei zile.

- anabatic - (despre vânturi) care posedă o componentă ascendentă.
- anafront - front atmosferic deasupra căruia aerul cald are o mișcare ascendentă.
- analobară - curbă care unește pe o hartă punctele cu aceeași variație pozitivă a presiunii atmosferice.
- analog – situație sinoptică, proces sau variație a unui element meteorologic asemănător cu cele ce se cercetează.
- an caracteristic - an în care un element meteorologic (hidrologic) a avut particularități care interesează activitatea științifică sau cea practică (an mediu, an ploios, an secetos, an cu puternice fenomene de îngheț, an cu viituri etc.).
- anemograf - anemometru înregistrator.
- anemografie - disciplină care se ocupă cu studierea vânturilor.
- anemogramă - diagramă înregistrată la anemograf.
- anemometru – aparat care determină viteza și direcția vântului.
- anemorumbometru – instrument folosit pentru determinarea vitezei și direcției vântului la un moment dat sau intr-un interval de timp dat.
- anemoscop - instrument care indică direcția vântului; giruetă.
- aneroid – vezi barometru.
- an hidrologic mediu - an fictiv ale cărui date hidrologice le constituie mediile unei serii coerente cuprinzând cât mai mulți ani, seria de ani după care este calculat anul mediu trebuie indicată obligatoriu pentru fiecare caz.
- anomalie:

- diferența între valoarea medie (diurnă, lunară etc) a elementului meteorologic în punctul respectiv și valoarea medie a paralelei corespunzătoare punctului;
- diferența între valoarea medie (diurnă, lunară etc.) a elementului meteorologic și valoarea medie plurianuală a aceluiași element, într-un punct dat.
- anomalie de temperatură - vezi anomalie termică.
- anomalie termică – abaterea temperaturii medii unei regiuni de la temperatura medie multianuală (sinonim: anomalie de temperatură).

- anotimp - fiecare dintre diviziunile anului, care prezintă caractere specifice de climă și de lumină, având o durată de câteva luni și al căror număr diferă după zonele climaterice.
- an ploios - an cu volumul scurgerii anuale ridicate față de scurgerea medie multianuală.
- anticiclogeneză - ansamblul proceselor care determină formarea anticiclonilor.
- anticiclon - arie cu presiune atmosferică ridicată, caracterizată prin presiune maximă în centru, prin curenți de aer de la centru spre periferie și prin timp frumos (sinonim: regiune anticiclonică).
- anticiclonul asiatic -  arie climatologică ce ocupă, în timpul iernii, centru Asiei.
- anticiclonul azoric -  arie climatologică permanentă a atmosferei, situată în Oceanul Atlantic, cu axul în apropiere de Insulele Azore.
- antropoclimatologie - știință care se ocupă cu studiul efectelor climei asupra omului.
- apă de scurgere - apa de suprafață care se scurge către un curs de apă în urma unor ploi abundente.
- apă de suprafață - apa care curge sau care stagneaza la suprafața solului.
- apă de șiroire - apă de ploaie care in contact cu solul se scurge sub formă de firișoare mici.
- apă din atmosferă - apă în stare gazoază, solidă sau lichidă, care se găsește în atmosferă.
- apă meteorică - apă provenită din precipitații atmosferice; este colectată de rețeaua hidrografică, (în orașe) de sistemul de canalizare sau se infiltrează în sol.
- apă pluvială - apa care provine din precipitațiile atmosferice și care nu s-a încărcat cu sedimente solubile provenite din pământ.
- ape mari - fază a scurgerii râurilor, cauzată de topirea zăpezilor și ploi suprapuse.
- ape medii - debite de mărimea debitelor medii multianuale corespunzând hidrogradelor 2-5 (din 10 hidrograde) ale mărimii scurgerii maxime multianuale sau anuale.
- ape mici - fază de regim hidrologic, caracterizată prin debite scăzute pe o perioadă îndelungată.
- ape stagnante - ape formate din apele meteorice, reținute la suprafața solului în zone depresionare mai mici: bălți, mlaștini etc.
- aproximare cvasigeostrofică - ipoteză a echilibrului geostrofic folosită numai în anumite ecuații particulare de mișcare, care are ca efect, printre altele, simplificarea ecuațiilor de mișcare și eliminarea fenomenelor la scară mică (sinonim: ecuație cvasigeostrofică).
- aproximare geostrofică - asimilarea vântului real într-unul sau mai multe puncte dintr-o zonă cu vântul geostrofic corespunzător din punctul sau punctele respective ; folosirea acestei aproximări presupune că numărul lui Rossby al fluxului este mic.
- ariditate - caracteristică a zonelor cu climă continentală excesivă, în care evaporația este cantitativ mai mare decât precipitațiile căzute într-o perioadă multianuală.
- armatan - vânt continental fierbinte, foarte uscat, care bate dinspre Sahara și Africa Occidentală spre estul și nord-est.
- atmogoniograf - radiogoniograf adaptat pentru înregistrarea perturbațiilor atmosferice.
- atmograf - aparat pentru înregistrarea perturbațiilor atmosferice.
- atmosferă - învelișul gazos al Pământului, alcătuit din aer, amestec mecanic de gaze cu vapori de apă, cristale de gheață, praf, impurități etc.; cea mai apropiată zonă se numește troposferă și aici au loc majoritatea fenomenelor meteorologice.

- atmosferă înaltă - secțiunea din atmosferă care se întinde deasupra stratopauzei și încorporează mezosfera, termosfera și exosfera.
- atmosferă joasă - sectiune de atmosfera care se întinde între Pământ și stratopauză și încorporează troposfera și stratosfera.

- austru - vânt secetos care bate din sud-vest, în special în Banat și Muntenia.
- aversă - ploaie violentă de scurtă durată, dar de mare intensitate (peste 0,5 mm precipitații pe minut).

- aversă de zăpadă - cădere abundentă de zăpadă de scurtă durată.

- avertizare meteorologică - comunicat care anunță apariția unor condiții meteorologice sau unor fenomene de natură să influențeze securitatea vieții și bunurilor sau activitățile economice.
- aviosondaj - sondaj meteorologic realizat cu ajutorul unui avion.

## B
- B - simbol pentru o zonă cu presiune atmosferică scăzută.
- baguio - denumirea unui ciclon din Filipine.
- balon-pilot - balon liber, umplut cu hidrogen, care se lansează în atmosferă și se urmărește cu unul sau două teodolite, în scopul măsurării vitezei vântului la diferite altitudini.
- balon-sondă - balon liber, umplut cu hidrogen, care transportă spre înălțimi aparatura necesară măsurării presiunii, temperaturii și umezelii aerului, uneori a radiației solare și a vântului.
- baraj -  obstacol orografic ce impiedică deplasarea maselor de aer în plan orizontal și care nu poate fi depășit decât prin escaladare.
- barometru (metalic sau aneroid) – aparat pentru măsurarea presiunii atmosferice.
- baric - care ține de presiunea atmosferică, care se referă la presiunea atmosferică.
- baric, sistem ~ - formă de repartiție a presiunii atmosferice, în regiuni cu presiune ridicată sau scăzută.
- barograf - barometru înregistrator.
- barotermograf - aparat prevăzut cu un dispozitiv înregistrator, care măsoară concomitent presiunea atmosferică și temperatura aerului.
- barotermohigrograf - aparat care înregistrează concomitent variațiile presiunii, temperaturii și umidității.
- barotermometru - aparat format dintr-un barometru și un termometru, cu care se măsoară concomitent presiunea atmosferică și temperatura aerului.
- barotrop - (despre distribuția presiunii și a densității) în care suprafețele atmosferice sunt izobare.
- bazin avertizor - bazin de dimensiuni mici, în cadrul unui bazin mare, care, pe baza aparaturii hidrometeorologice instalate, face avertizări la un dispecerat, în vederea prognozării evoluției unor fenomene, pentru a se lua măsuri de apărare.
- bazin hidrografic - regiune în care un râu, un fluviu, un lac își colectează apele.
- băltărețul - vânt local, cald și umed, care suflă dinspre sud, mai ales în sud-estul României.
- bilanț hidrologic - calculul care exprimă raportul dintre cantitățile de apă intrate și cele ieșite de pe un teritoriu într-un anumit interval de timp.
- bilanț termic al sistemului Pământ-atmosferă - calculul care exprimă raportul dintre cantitatea de căldură primită și cea cedată în cadrul acestui sistem.
- biometeorologie - ramură a meteorologiei care studiază relațiile, directe și indirecte, dintre mediul geofizic sau geochimic al atmosferei, pe de-o parte, și organismele vii, de cealaltă parte; are un rol esențial în cunoașterea interrelațiilor organism–mediu abiotic.
- blizzard - vânt violent și foarte rece care bate pe coasta Americii de Nord, spulberând zăpada.
- blocaj - proces sinoptic de lungă durată, care produce o întrerupere meridională în curentul zonal al circulației generale la latitudinile mijlocii; determină perioadele secetoase de vară din Europa de Est (sinonim: acțiune de blocaj).
- bora - vânt rece, intens și uscat, care bate iarna dinspre culmile montane orientate în lungul țărmurilor către marea mai caldă, în special pe coasta răsăriteană a Mării Adriatice și în Italia nordică (vezi și coșava).
- borilă - (regionalism) vânt din sud care aduce ploaie.
- briză:

(~ marină) - vânt regulat, cu intensitate redusă, care suflă la țărmul mării, ziua dinspre mare spre uscat iar noaptea invers;
(~ montană) - vânt care suflă în amurg spre văi, iar dimineața spre culmi.
- brontograf - aparat care înregistrează trăsnete.
- brontologie - parte a meteorologiei care se ocupă cu studiul cauzelor și al efectelor tunetelor.
- brumă - cristale de zăpadă, formate din vaporii de apă se găsesc în aer, precum și din vaporii degajați din sol.
- buletin meteo -  informare care cuprinde condițiile meteorologice dintr-un interval de timp trecut și evoluția probabilă a timpului pentru diferite perioade.
- burniță - precipitații atmosferice sub formă de picături foarte mici de apă (cu diametrul mai mic de 0,5 mm) care cad din norii formați în interiorul maselor de aer, de obicei nori stratus, mai rar stratocumulus și chiar din ceață.

## C
- calm - stare a atmosferei în care masele de aer se deplasează doar pe verticală, datorită curenților ascendenți; vânt de forța zero pe scara Beaufort.
  - calm ecuatorial - zonă cu presiune atmosferică scăzută de lângă ecuator (între paralelele de 30-35° N și 30-35° S), în care masele de aer se deplasează doar pe verticală (brize ușoare).
  - calm tropical - zonă lipsită de vânturi sau cu vânturi slabe, situată în partea centrală a brâurilor anticiclonice subtropicale din ambele emisfere.
- caniculă - căldură mare, dogoritoare, specifică celor mai calde zile de vară.
- cantitate de precipitații - grosimea stratului de apă provenit din precipitațiile solide sau lichide căzute într-un interval de timp oarecare; se măsoară cu pluviometrul și se exprimă în milimetri strat de apă.
- catabatic - (despre vânturi; în opoziție cu anabatic) care are o componentă descendentă.
- cazac - (regionalism) numele unui vânt care bate dinspre est.
- catafront - front atmosferic deasupra căruia aerul se deplasează descendent, determinând ascensiunea aerului rece.
- câmp baric -  distribuție spațială a presiunii atmosferice; este un câmp scalar care se caracterizează printr-un sistem de suprafețe de egală presiune (izobarice) și se reprezintă la sol prin izobare, iar la înălțimi prin izohipse.
- ceață - particule de apă sau de gheață, rezultate din vaporizarea apei, aflate în suspensie în atmosferă.
  - ceață cristalină - ceață formată din mici cristale de gheață.
  - ceață de advecție - tip de ceață formată atunci când trece o masă de aer cald, umed, pe deasupra unei mări mai reci sau a unei suprafețe de pământ mai rece, determinând vaporii de apă să se condenseze.
  - ceață de radiație - ceață ce se formează în nopțile senine și liniștite, mai frecvent iarna, ca urmare a răcirii prin radiație a suprafeței subiacente, care face ca aerul să se răcească și să crească umiditatea lui la contactul cu solul.
- ce(i)lometru - instrument compus dintr-o lunetă și un înclinometru, cu care se poate determina înălțimea plafonului norilor.
- celulă atmosferică - element indus termic din sistemul de circulație atmosferică care operează pentru a elimina gradientul orizontal de căldură între ecuator și poli (vezi și circulație atmosferică).
- celulă Hadley - celulă atmosferică de mică latitudine, care împreună cu o celulă de joasă și înaltă latitudine contrabalansează în fiecare emisferă gradientul orizontal de temperatură între ecuator și poli.
- centru de prevedere (de prognoze) - unități teritoriale unde se colectează datele meteorologice, se întocmesc hărți sinoptice și se elaborează prevederi de timp.
- cer - termen care indică gradul de acoperire și felul norilor, exemple: cer senin, cer acoperit, cer noros  etc.
- chiciurometru - instalație utilizată pentru măsurarea depunerilor de gheață pe conductori.
- chiciură - fenomen hidrometeorologic, constând într-o depunere de granule de gheață albicioasă, poroasă, care se aștern, pe vegetație, pe obiecte subțiri etc, atunci când temperatura este foarte scăzută (sub -15°C) și vântul slab, cu ceață sau aer cețos.
- chinook - vânt cald și uscat care coboară dinspre Munții Stâncoși spre preria nord-americană.
- chionosferă - strat al atmosferei în care precipitațiile sunt întotdeauna solide (gheață și zăpadă).
- cianometru - instrument pentru măsurarea intensității culorii albastre a cerului.
- ciclogeneză - ansamblu de procese care determină formarea ciclonilor.
- cicloliză - totalitatea fenomenelor care însoțesc slăbirea și dispariția depresiunilor atmosferice.
- ciclon:

- vânt puternic, cu deplasarea aerului în spirală, însoțit de ploi torențiale și de descărcări electrice, specific regiunilor tropicale; uragan, taifun.
- regiune a sistemului baric în care presiunea scade de la periferie spre centru și masele de aer au o mișcare convergentă.
- - ciclon australian - perturbație atmosferică în partea de nord a Australiei când acolo este iarnă.
  - ciclon tropical - ciclon în zona tropicală, însoțit de furtună și de ploi torențiale (vezi și taifun).
- ciclul Bruckner - ciclul de aproximativ 35 de ani stabilit de Bruckner pentru oscilațiile multianuale ale unor elemente climatice.
- ciclu Milankovici - modificări periodice ale geometriei Soare-Pământ și care influenteaza fluctuațiile climatice de la zeci la sute de mii de ani.
- circuitul apei în natură - proces complex prin care apa din ocean sau de pe alte spații trece succesiv prin stadiile de evaporație, de nori, de precipitații, de infiltrație, de formare a apelor subterane și de suprafață și, în final, de scurgere prin râuri și de reajungere a acesteia în ocean.
- circulație atmosferică - mișcarea planetară generală și circulația aerului prin atmosferă; este produsă de gradientul orizontal de căldură între ecuator și poli (vezi și celulă atmosferică).
- cirrocumulus - nor de înaltă altitudine, format din straturi subțiri de fragmente albe globulare; norii de acest tip apar de obicei în grupuri care formează un model unduit, cunoscut sub denumirea de „cer posomorât“.
- cirrostratus - nor de înaltă altitudine, vălurit, de culoare albă și subțire care produce fenomene de halou solar sau lunar; este asociat cu apropierea fronturilor calde de depresiune.
- cirrus - nori de înălțime, formați din cristale de gheață, de culoare albă; sunt asociați cu vremea frumoasă.
- clasificarea climatelor - împărțirea tipurilor de climate, observate pe suprafața Globului pământesc sau pe porțiuni ale acesteia după diferite criterii, unele după indici indirecți, iar altele după indici genetici.
- climat - ansamblul fenomenelor meteorologice (temperatură, presiune atmosferică, vânt, precipitații) care caracterizează starea medie a atmosferei și evoluția sa într-un punct sau într-o regiune dată a globului.
- climatologie - știința despre climă, care se ocupă cu descrierea climatelor diferitelor regiuni ale Globului pământesc, clasificarea și studiul răspândirii acestora legat de procesele genetice și de factorii geografici, studiul climatelor trecutului istoric și geologic al Pământului.
- climă - regimul multianual al proceselor meteorologice, caracteristic pentru o regiune dată și determinată de radiația solară și de circulația maselor de aer, variind în raport cu poziția pe glob, poziția geografică, altitudinea absolută și configurația reliefului regiunii respective.
- climă locală – vezi topoclimă.
- coeficient de acoperire cu lacuri - raportul dintre suprafața tuturor lacurilor existente pe un teritoriu (bazin hidrografic) și suprafața acestuia.
- coeficient de frecare geostrofică - caz particular de definire a unui coeficient de frecare, pentru care energia cinetică a fluidului se obține din viteza vântului geostrofic.
- coeficient de scurgere – raportul dintre cantitatea de apă rezultată din precipitații și apa scursă la suprafața terenului după ploi sau după topirea zăpezii.
- coeficient hidrotermic - corelație între temperatură și precipitații caracterizând indirect gradul de umezeală sau de uscăciune al unei regiuni.
- componenta ageostrofică a vântului -  vezi vânt ageostrofic.
- condiții de timp - totalitatea și succesiunea elementelor și fenomenelor meteorologice la un moment dat sau într-un interval de timp dat.
- conservarea turbionului -

- constanța componentei verticale absolute a turbionului în timpul unei mișcări orizontale, într-un fluid nevâscos barotrop (caz particular: aerul atmosferic) ;
- ipoteză conform căreia, într-o mișcare turbulentă, amestecul nu distruge vorticitatea turbioanelor individuale (sinonim: conservarea turbionului).
- conservarea vorticității - vezi conservarea turbionului.
- constantă solară - intensitatea radiației solare în afara atmosferei, la o distanță medie între Pământ și Soare.
- contraalizee – curenți de aer de înălțime în zona tropicală, având direcție contrară alizeelor.
- convecție - mișcări verticale lente ale aerului, provocate de încălzirea neomogenă a acestuia în straturile inferioare; astfel, aerul cald se ridică iar cel rece coboară luându-i locul.
- cornișă de zăpadă - streașină de zăpadă care se formează în timpul viscolului sau a vânturilor dominante, pe linia crestelor.
- coșava – vânt intens și rece care bate dinspre Alpii Dinarici ajungând până în sud-vestul României (vezi și bora).
- cota apelor - nivelul unei ape curgătoare.
- crivăț – vânt rece și intens care bate în special iarna dinspre nord-est, aducând scăderi de temperatură și zăpadă abundentă.
- cumulonimbus - nor cumulus greu, dens, de culoare gri, de obicei cu o dezvoltare verticală imensă, asociat cu dezlănțuirea furtunilor cu (descărcări electrice).
- cumulus – nori în formă de grămezi izolate, la înălțimi de peste un kilometru; norul cumulus alb, izolat este specific unei vremi calde, de vară, este anticiclonic, iar norul cumulus gri, greu, se transformă deseori în cumulonimbus.
- cupolă de foc - fenomen atmosferic ce constă într-o masă de aer foarte fierbinte care, datorită diferențelor de presiune, nu interacționează termic cu exteriorul și care generează lungi perioade caniculare în regiunile prin care acesta se deplasează.
- curcubeu – fenomen optic format dintr-un ansamblu de arce concentrice, având culorile spectrului solar.
- curent – deplasarea unei mase de apă sau de aer într-o anumită direcție.
  - curent ascendent - curenți de aer care se deplasează din straturile inferioare spre cele superioare ale atmosferei, având în general o viteză redusă; se întâlnesc mai ales în partea centrală a ciclonilor și talvegurilor, iar în cazul convecției mai rar și cu o intensitate sporită în norii orajoși.
  - curent descendent - curenți de aer care se deplasează din straturile superioare spre cele inferioare ale atmosferei; au o deplasare în general lentă și se produc mai ales în partea centrală a anticiclonilor, dorsalelor și cu intensitate mai mare în norii orajoși.
  - curent lacustru – curent format prin acțiunea vânturilor sau a râurilor care se varsă sau izvorăsc din lacuri.
  - curentul jet nocturn - strat nocturn cu vânt puternic, cu viteză mai mare decât cea geostrofică, situat la o înălțime de câteva sute de metri deasupra solului; asemenea strat se poate forma în condițiile unei răciri puternice a solului în timpul nopții care separă fluxul din altitudine de acțiunea de frecare cu suprafața terestră (sinonim: jetul nocturn).
  - curenți oceanici (marini) – una dintre principalele forme de mișcare a apelor din oceane și mări, având drept cauze vânturile și mareelor.

## D
- date climatice - elemente de bază ale climei, care sînt prezentate în tabele, pe hărți, diagrame și în diferite rezumate statistice rezultînd din observații pe o perioadă îndelungată.
- decadă - perioadă de zece zile consecutive, pentru care se calculează sumele și mediile diferitelor elemente meteorologice sau hidrologice, necesare unor studii climatice sau hidrologice.
- depresiune - vârtej de aer în care presiunea aerului este mai mică decât în regiunile vecine și care aduce timp nefavorabil în locurile pe unde trece.
- depuneri pe sol - picături de apă lichidă sau particule de gheață formate prin condensare sau sublimare în stratul inferior al atmosferei și depuse pe suprafața solului sau pe obiectele de pe sol; din această categorie fac parte: poleiul, chiciura, roua, bruma etc.
- descărcare electrică - tip de fulger care se prezintă sub formă de linii sinuoase adesea ramificate, plecînd de la un canal principal, bine marcat, care rezultă dintr-un nor orajos.
- deviația vântului:

- efectul forței Coriolis care deviază vântul către dreapta direcției sale inițiale în emisfera nordică și spre stânga în emisfera sudică;
- unghiul pe care îl face direcția vântului cu gradientul baric.
- diagramă climatică - reprezentarea grafică comparată a variațiilor anuale ale temperaturilor și de pluviometrie într-un punct dat.
- diagramă meteorologică - diagramă în care se reprezintă variația în timp a unui element meteorologic.
- diagramă termodinamică - diagramă care arată starea termodinamică a atmosferei.
- difuzie - proces în care un fluid (aerul) sau un lichid (apa) se infiltrează prin mediul său ambiant (solul, scoarța terestră).
- difuzia razelor solare - împrăștierea radiației solare în atmosferă, provocată de moleculele gazelor aerului și de particulele solide și lichide în suspensie.
- direcția vântului - direcția de unde bate vântul, care se exprimă fie în puncte cardinale, fie în grade.
- disipare a ceții - împrăștierea ceții datorită influențelor naturale sau acțiunii artificiale asupra factorilor care au dus la formarea acesteia.
- dispersarea ceții - metodă mecanică sau chimică care reduc sau elimină ceața din anumite zone, în principal pentru a îmbunătății vizibilitatea.
- dom de căldură - fenomen meteorologic constând în căldură extremă cauzată de atmosfera care captează aerul cald ca și cum ar fi delimitat de un capac sau o dop.
- dorsală (de mare presiune) - formațiune alungită de mare presiune, cu izobare (în formă de U) legată de un anticiclon; presiunea crește dinspre periferie către o axă (axă dorsalei) de la care vânturile diverg.
- drosometru - aparat pentru măsurarea cantității de rouă.
- duplicatus - varietate de nori în bancuri, pânze sau straturi suprapuse; reprezintă o varietate a norilor: Cirrus, Cirrostratus, Altocumulus, Altostratus, Stratocumulus.

## E
- echilibru geostrofic - condiție a câmpului de mișcare dintr-un fluid nevâscos, în care forța gradientului de presiune este echilibrată exact de forța Coriolis.
- echilibrul atmosferei (pe verticală) - stare a atmosferei caracterizată de distribuția temperaturii pe verticală; echilibrul atmosferei poate fi: stabil, instabil, indiferent, adiabatic, convectiv etc.
- echivalent în apă al zăpezii -  înălțimea stratului de apă obținut după topirea zăpezii existente pe sol, la un moment dat; se măsoară după topire.
- ecuație cvasigeostrofică - vezi aproximare cvasigeostrofică.
- electricitate atmosferică - ansamblul fenomenelor electrice din atmosferă (fulgere, trăsnete etc.).
- El Niño - încalzire anormală a apei la suprafață în Pacificul tropical estic, însoțită de suprimarea upwelling- ului (mișcari ascendente) pe coastele Perului și Ecuadorului; vezi și La Niña.
- ENSO -  ("El Niño–Southern Oscillation") - episod de anomalii mari de temperatură a apei în Pacificul ecuatorial și tropical de est; este asociat cu oscilații ample ale presiunii aerului la suprafața subiacentă între Pacificul tropical vestic și central.
- estegramă  - diagramă aerologică pe care se trasează temperatura pseudopotențială a termometrului umed, în funcție de valorile presiunii rezultate din sondajul aerologic.
- estimare climatică - descrierea climatului așteptat să se producă în viitor, incluzând atât efecte naturale cât și influențe umane.
- estimarea variabilității climatice - descrierea parametrilor așteptați, asociați cu variatia interanuală, decenială și seculară ale anomaliilor climatice.
- estimări sezoniere - parametrii de vreme medii, pe următoarele trei luni, exprimați ca abateri față de valorile climatice pentru acel sezon.
- etaj climatic  - teritoriu aparținând unei regiuni climatice mai vaste și care corespunde unei anumite altitudini.
- evaporimetru - instrument pentru măsurarea vitezei de evaporare a apei.

## F
- factori geografici ai climei - condițiile geografice care determină caracteristicile climatice ale unei regiuni: latitudinea și altitudinea locului, caracterul suprafeței subiacente, depărtarea de ocean, sau de uscat, relief, caracteristicile solului, învelișul vegetal, curenții oceanici, prezența stratului de zăpadă și a ghețarilor etc.
- factori genetici ai climei - procese care determină condițiile climatice pe întreg Pământul și în diferite regiuni ale sale, cum ar fi: bilanțul radiativ și caloric, circulația generală a atmosferei, suprafața subiacentă.
- factori radiativi ai climei - procesele radiative care determină caracteristicile oricărei regiuni: fluxul radiației solare, absorbția, difuzia, reflexia, radiația terestră și a atmosferei etc.
- fata morgana - vezi miraj.
- fenomene meteorologice extreme - evenimente meteo semnificativ diferite de modelele meteorologice medii sau obișnuite, datorită cărora au loc dezastre naturale (ex: inundații, caniculă, tornade).
- filtrajul zgomotului - procedură de eliminare a zgomotului meteorologic în rularea programelor de prelucrare a datelor, ca de exemplu folosirea aproximației cvasigeostrofice.
- firn - zăpadă persistentă de pe munți înalți, care se transformă în gheață și contribuie la formarea ghețarilor.
- foehn - vânt cald și uscat, caracteristic regiunilor alpine, care bate dinspre creasta munților spre vale și care provoacă primăvara topirea zăpezii.
- forță - intensitatea unui fenomen meteorologic, ca forța vântului, a apei mării sau a ceței; vezi scara Beaufort.
- front atmosferic – strat de discontinuitate între două mase de aer adiacente, deosebite ca proprietăți.
- fulger – descărcare electrică între doi nori sau în interiorul unui nor.
- furtună – stare de instabilitate a atmosferei, caracterizată prin aglomerare de nori cumulonimbus, vânt puternic, aversă și descărcări electrice.

## G
- geocriologie – ramură a geografiei fizice care studiază zonele cu îngheț periodic sau peren al solurilor și rocilor.
- geofizică - știință care studiază structura și proprietățile fizice ale Pământului și în special ale învelișurilor sale externe: litosfera, hidrosfera și atmosfera.
- ger - stare atmosferică caracterizată prin temperatura foarte joasă a aerului, sub zero grade.
- ghețar – masă de gheață care se deplasează lent sub influența gravitației în lungul unei văi sau pe o pantă.
- giruetă - instrument pentru determinarea direcției și intensității vântului, format dintr-un ax vertical pe care sunt fixate vergele fixe care indică punctele cardinale și o săgeată mobilă care se dirijează după direcția vântului; vezi și anemoscop.
- glaciație - Interval rece din perioada glaciară (din precambrian până în cuaternar), caracterizat prin dezvoltarea intensă a ghețarilor; sinonime: perioadă glaciară, glaciațiune; vezi și mica eră glaciară.
- glaciațiune - vezi glaciație.
- gradient de presiune - măsură a ratei de schimbare a presiunii în funcție de distanță sau altă variabilă, cum ar fi timpul sau altitudinea, într-o anumită regiune sau într-un anumit mediu; poate să descrie variația presiunii în atmosferă pe verticală sau orizontală (gradient orizontal de presiune).
- gradient de temperatură - măsură a ratei de schimbare a temperaturii în funcție de distanță sau altă variabilă, cum ar fi timpul sau altitudinea, într-o anumită regiune sau într-un anumit mediu; poate să descrie variația temperaturii în atmosferă pe verticală (cunoscută și sub numele de gradient vertical de temperatură) sau orizontală (gradient orizontal de temperatură).
- gregale - vânt rece și uscat care bate dinspre nord-est, predominant în regiunea Mării Mediterane, în special în timpul iernii, asociat cu sisteme de presiune ridicată care se formează deasupra Europei.
- gren - declanșarea bruscă și de scurtă durată a unui vânt rece de forța 9-10; vezi și vijelie.

- gren alb - gren fără nori.
- gren arcuit - vezi gren de linie.
- gren de linie - gren ce se desfășoară de-a lungul unei linii cu nori negri în formă de arc; sinonim: gren arcuit.
- gren de ploaie - gren însoțit de averse de ploaie.
- gren negru - gren însoțit de nori.

- grindină - precipitații solide sub formă de gheață, care se formează atunci când în interiorul norilor cumulonimbus există curenți ascendenți foarte puternici.

## H
- hamsin - vânt cald de sud-est care bate pe coastele Egiptului în lunile februarie-iunie.
- hartă de anomalii - hartă care indică abaterile (actuale) ale unor elemente meteorologice, față de valorile medii multianuale.
- hartă meteo - hartă ce afișează diverse caracteristici meteorologice pe o anumită zonă la un moment dat și are diverse simboluri care au toate semnificații specifice.
- hartă sinoptică - hartă întocmită la intervale regulate (cum ar fi la fiecare 6 ore), în care se înscriu principalele elemente meteorologice: presiunea atmosferică, direcția vântului⁠(d), viteza acestuia, temperaturile, precipitațiile etc., utilizând simboluri convenționale și linii de contur.
- heliograf – instrument pentru măsurarea cantității de radiație solară primită într-un anumit loc și perioadă de timp.
- heliotermie - fenomen prin care apa unor lacuri sărate se încălzește, sub acțiunea razelor solare, mai mult decât regiunile învecinate și datorat stratului de apă dulce de la suprafață, care împiedică pierderea căldurii.
- hidrologie - știință care se ocupă cu studiul apelor de la suprafața scoarței terestre.
- hidrometeorologie - disciplină care studiază circulația apei în atmosferă.
- higrogramă - diagramă reprezentând variația umidității aerului
- higrometrie - ramură a fizicii moleculare și a meteorologiei care se ocupă cu măsurarea cantității de apă din atmosferă.
- higrometru - instrument pentru măsurarea umidității aerului.
- higroscop - aparat pentru observarea cu aproximație a umidității aerului.

## I
- iarnă – perioadă a anului solar, cuprinsă între solstițiul de iarnă și echinocțiul de primăvară.
- indice de vorticitate de zonă - indice calculat pentru zona din emisfera nordică extinsă de la 20°N către Polul Nord, pe care turbionul absolut depășește o anumită limită; este utilizat în studiile empirice pentru determinarea relațiior Soare-Pământ.
- indice zonal - măsură a intensității vânturilor de vest de la latitudinile mijlocii, exprimată prin diferența de presiune dintre latitudinile de 350 și 550 sau prin vântul geostrofic corespunzător.
- IPCC - organism științific însărcinat cu evaluarea riscurilor asupra încălzirii globale datorită efectelor activității umane.
- izanomalie - abatere egală față de valoarea normală a unui fenomen sau element meteorologic (vezi  și linie izanomală).
- izoamplitudine - linie care unește, pe hărțile climatice, punctele cu aceeași amplitudine a temperaturii medii sau extreme a aerului dintr-o perioadă de timp determinată.
- izobară - izolinie care unește pe o hartă meteo punctele unde presiunea atmosferică, redusă la nivelul mării, are aceeași valoare.
- izohietă - izolinie care unește pe hărțile climatice punctele cu aceeași cantitate de precipitații pe un anumit interval de timp.
- izonefă - linie care unește pe hartă punctele cu aceeași valoare a nebulozității.
- izopagă - linie care unește pe hartă punctele de pe cursurile de apă cu aceeași durată a podului de gheață.
- izopectă - linie care unește pe hartă hidrologică punctele unde înghețul apei se produce în aceeași zi.
- izopletă - linie care unește pe hartă punctele de egală valoare a unui element meteorologic, exprimat în funcție de două variabile independente (de exemplu timp și altitudine).
- izotahă - linie care unește punctele dintr-o secțiune transversală a unui curs de apă unde apa are aceeași viteză.
- izotermă - linie care unește pe hartă punctele cu aceeași temperatură a aerului, a apei sau a solului.
- izotermic, strat ~ - strat al atmosferei, apei sau scoarței terestre în care gradientul temperaturii pe verticală este nul.

## Î
- îngheț - trecerea apei din stare lichidă sau de vapori în stare solidă (gheață) când temperatura mediului scade sub 0oC.
- îngheț peren - persistența înghețului în partea superficială a scoarței terestre timp de mai mulți ani, fiind frecvent în zona polară și subpolară.
- înnorare de anticiclon - fenomen prin care cerul  se întunecă brusc, prevestind și însoțind un anticiclon.
- însămânțarea norilor - tehnica prin care se încearcă modificarea cantității de precipitații care sunt produse de anumiți nori prin dispersarea în atmosferă a anumitor substanțe care servesc ca nuclee de condensare.

## J
- jetul nocturn - vezi curentul jet nocturn.

## K
- Kuroshi(w)o - curent oceanic cald, a cărui ramură principală traversează periferia vestică a Oceanului Pacific în direcția nord-est, încadrîndu-se apoi în Oceanul Arctic în curentul general de apă vest-est.

## L
- Labrador - curent oceanic rece, din nord-vestul Oceanului Atlantic.
- La Niña - perioada de vânturi alizeice și temperaturi neobișnuit de scăzute la suprafața apei în Pacificul tropical central și estic; este opusă lui El Niño.
- lapoviță - amestec de ploaie cu ninsoare.
- libeccio - vânt puternic, cald și umed care bate dinspre sud-vest, specific regiunii Mediteranei, în special în Italia, pe coasta de vest, dar și în Corsica și Sardinia.
- linia zăpezii - linia (relativă) deasupra căreia zăpada nu se topește nici în anotimpul cald.
- linie de grenuri - zonă aflată la o anumită distanță de fața unui front de aer rece, de-a lungul căreia se produc grenuri.
- linie izanomală - linie de pe harta meteorologică ce unește punctele cu aceeași abatere de la valoarea normală a unui element meteorologic (vezi și izanomalie).

## M
- masă de aer - porțiune vastă, relativ omogenă, a troposferei, cu proprietăți distincte față de porțiunile înconjurătoare; deplasarea maselor de aer determină modificarea timpului în regiunile străbătute.
- maxim absolut - valoarea cea mai mare înregistrată în întreaga perioadă de observație efectuate asupra unui element climatic sau hidrologic.
- măzăriche - precipitație formată din granule de gheață, transparentă sau translucidă, în forme sferice sau neregulate (rar conice) și cu un diametru mai mic de 5 mm.
- mânecă de vânt - tip de anemometru pentru măsurarea vântului, format de un trunchi de con din material textil flexibil, rezistent la fluxul de aer și legat cu deschiderea mai mare de un stâlp de susținere.
- meteor - fenomen atmosferic, care poate fi: hidrometeor (exemple: brumă, chiciură, polei, rouă), meteor electric (fulger, trăsnet), meteor optic (curcubeu, crepuscul, halou, miraj, rază verde).
- meteorologie - știință geofizică care studiază proprietățile atmosferei și fenomenele de la nivelul acesteia, având o deosebită importanță practică, atât în ceea ce privește prevederea vremii, dar și în studierea posibilităților de transformare artificială a climei.
  - meteorologie aplicată - ramură a meteorologiei care se ocupă, în general, de metodele de influențare a fenomenelor care se produc în atmosfera terestră.
- meteoropatologie - ramură a medicinei care se ocupă cu studiul stărilor patologice provocate de unii factori meteorologici.
- mica eră glaciară - perioada cuprinsă între anii 1550 si 1850, când temperatura medie globală a fost mai coborâtă, și ghețarii alpini s-au extins ca arie și au coborât spre zonele mai joase; sinonim: mica glaciațiune.
- mica glaciațiune - vezi mica eră glaciară.
- microclimă - variație a elementelor meteorologice în stratul de aer de lângă sol, caracteristică pentru porțiuni foarte mici din scoarța terestră.
- minim absolut - valoarea cea mai mică înregistrată în întreaga perioadă de observație efectuate asupra unui element climatic sau hidrologic.
- miraj - fenomen optic produs prin refracția treptată a razelor de lumină în stratele de aer cu densități diferite (sinonim: fata morgana).
- mistral - vânt violent, rece și uscat, care bate în Franța de-a lungul văii Ronului mai frecvent în timpul iernii.
- model ageostrofic - model de prevedere numerică ce ia în considerare componenta ageostrofică a vântului (vezi: vânt ageostrofic).
- model cvasigeostrofic - model de atmosferă folosit în prognoza/prevederea numerică, bazat pe aproximația cvasigeostrofică.
- model politrop - model de atmosferă folosit în prevederea/prognoza numerică, în care se presupune că atmosfera este politropică, procesele atmosferice sunt adiabatice și cvasistatice, iar vântul este considerat geostrofic (vezi și: vânt geostrofic).
- moină - stare a vremii iarna, caracterizată prin încălzire după o perioadă de temperaturi scăzute.
- munteanu - vânt local care bate în Carpații Moldovei.
- muson - categorie de vânturi periodice din Extremul Orient, a căror direcție se schimbă de la un anotimp la altul.
- muson vest-african - vânt de pe coasta de vest a Africii, care bate tot anul dintr-un sector cuprins între sud și sud-vest.

## N
- nebulozitate - gradul de acoperire cu nori a boltei cerului.
- negură - ceață deasă care se manifestă în special dimineața și seara și care reduce mult vizibilitatea.
- nimbostratus - nori inferiori, de culoare cenușie-închisă, care se prezintă ca o pânză foarte întinsă și care dau precipitații de lungă durată.
- nimbus - formație de nori de altitudine mică, groși, de culoarea cenușie-închisă, cu marginile în formă de ciucuri), care aduc ploaie.
- nivometru - instrument pentru determinarea cantității de zăpadă căzută.
- nor - grupare de picături de apă sau de cristale de gheață, aflate în suspensie în atmosferă, provenite din condensarea sau sublimarea vaporilor de apă.
- nowcasting - vezi prognoză imediată.
- numărul lui Beaufort - cifră indicând forța vântului după scara Beaufort.

## O
- ocluzia ciclonilor - procesul de trecere a ciclonului mobil în stadiul final de evoluție și care constă în unirea frontului rece al ciclonului cu cel cald.
- ocluzie orografică - fenomen care are loc atunci când o masă de aer rece în deplasare întâlnește un obstacol și astfel se divide în două ramuri care ulterior se reunesc după îndepărtarea de obstacol.
- OpenWeatherMap - serviciu online care oferă date meteorologice, inclusiv date meteorologice curente, prognoze și date istorice dezvoltatorilor de servicii web și aplicații mobile.
- Organizația Meteorologică Mondială - instituție specializată a ONU care are ca scop, coordonarea, uniformizarea și ameliorarea activității meteorologice din lume.
- Oscilația Nord Atlantică - componentă la scară mare a variabilității climatice naturale care are un însemnat impact asupra vremii și climatului în regiunea Nord-Atlantică și în continentele învecinate.
- Oscilația Sudică - oscilație a presiunii aerului la suprafața subiacentă în sens opus între zona Pacificului tropical central și estic.
- oscilație cvasi-bienală - oscilație de aproximativ 28 de luni ce se manifestă în câmpul vânturilor stratosferice ( sub 30 km) din vecinătatea Ecuatorului.
- oscilație Madden–Julian -  variație cu o perioadă de 40-50 de zile în anomaliile câmpului vântului zonal din Pacificul tropical, cu influențe asupra circulației generale atmosferice.
- ostro - vânt care provine dinspre sud sau sud-est, traversând regiunile de coastă ale Mării Adriatice și Mării Egee, dar și zone din interiorul Peninsulei Italice și Balcani.

## P
- paleoclimă - climă din trecutul geologic al Pământului și care poate fi reconstituită pe baza unor observații și cercetări (studiul solurilor, al fosilelor sau al formațiunilor geologice).
- pâclă - suspensia în atmosferă  unor particule solide, fine, invizibile cu ochiul liber, dar suficient de numeroase pentru a da aerului un aspect tulbure, opalescent (vezi și ceață).

- pâclă de nisip - suspensie în aer a particulelor de nisip.
- pâclă uscată - suspensia în aer a unor particule solide extrem de mici, invizibile cu ochiul liber, care dau atmosferei un aspect opalescent.

- perioadă glaciară - vezi glaciație.
- persistență - tendința unor episoade de vreme de a se menține o anumită perioadă de timp.
- perturbații atmosferice - anasamblu de fenomene atmosferice concomitente care produc schimbarea în rău a timpului; au loc de regulă la trecerea depresiunilor barice și a fronturilor de aer.
- plafon - înălțimea la care se găsește stratul de nori față de suprafața Pământului.
- plancton atmosferic - totalitate a particulelor mici (solide și lichide), care plutesc în atmosferă.
- ploaie - picături de apă care cad din atmosferă pe suprafața Pământului; se formează prin condensarea vaporilor de apă și unirea picăturilor sau prin topirea fulgilor de zăpadă sau a cristalelor de gheață.
- pluvial - perioadă din cuaternar, caracterizată prin precipitații abundente, care au condus la răspândirea vegetației și la accelerarea procesului de eroziune.
- pluviograf - aparat pentru măsurarea și înregistrarea cantității și intensității precipitațiilor atmosferice.
- pluviometru - aparat pentru determinarea cantității de precipitații atmosferice.
- pod de gheață - strat continuu de gheață care acoperă suprafața unui râu sau a unui lac.
- polei - ploaie ale cărei picături îngheață în momentul când iau contact cu solul, cu obiectele de pe sol etc.
- polul frigului - punct de pe suprafața Globului sau a unei regiuni cu cea mai scăzută temperatură.
- pompare - variații frecvente ale înălțimii coloanei barometrului cu mercur.
- poniente - vânt predominant din vest, caracteristic regiunilor din sudul Spaniei, în special Andaluzia și zona strâmtorii Gibraltar.
- post hidrometric - punct în care se efectuează observații și măsurători hidrologice.
- precipitații atmosferice - produse de condensare a vaporilor de apă din atmosferă, care cad pe suprafața Pământului.
- predictor - variabilă independentă care contribuie la estimarea variabilei dependente (de prognozat) într-o ecuație de regresie.
- predictand - variabilă dependentă ( prognozată) care se estimează în funcție de valorile variabilelor independente (predictori).
- procese atmosferice la scară mare - procese active în atmosferă care se desfășoară la o scară reprezentativă de ordinul a 10.000 km; fluxurile atmosferice la scară mare sunt esențialmente cvasihidrostatice, cvasigeostrofice și cu aspect ondulator.
- prognoză imediată - (nowcasting) descriere a parametrilor de vreme pentru intervalul imediat următor de maxim trei ore.
- prognoză lunară - descrie parametrii de vreme medii, exprimați ca abateri de la valoarea climatică pentru luna următoare.
- prognoză pe durată medie - descriere a parametrilor de vreme pentru următoarele maximum 10 zile.
- prognoza pe foarte scurtă durată - descriere a parametrilor de vreme pentru următoarele 12 ore.
- prognoză pe lungă durată - se refera la intervale de la 1 lună la maxim doi ani.
- prognoză pe termen scurt - descriere a parametrilor de vreme pentru următoarele trei zile.
- promoroacă - vezi chiciură.
- psihrometru - higrometru cu evaporare, utilizat pentru determinarea tensiunii vaporilor de apă din atmosferă.

## R
- rachetă antigrindină - dispozitiv lansat în atmosferă pentru a preveni formarea grindinei în nori prin intermediul însămânțării artificiale a norilor.[1]
- rachetă meteorologică - rachetă recuperabilă, dotată cu aparate speciale de măsură, folosită pentru investigații ale atmosferei până la 150 km altitudine.
- radiație solară - radiație electromagnetică emisă de Soare care constituie principala cauză a modificărilor de temperatură; trecând prin atmosfera terestră, o parte este absorbită încălzind aerul, o altă parte este împrăștiată de moleculele aerului , de vaporii de apă, de pulberi etc.
- radiometeorograf - instalație pentru înregistrarea presiunii atmosferice, a temperaturii și a umidității la diferite înălțimi ale atmosferei.
- radiosondă - aparat pentru efectuarea observațiilor meteorologice pe verticală în atmosferă până la 30–35 km înălțime.
- rafală - dezlanțuire bruscă, violentă (și scurtă) de vânt, de ploaie sau de ninsoare.
- recesiune glaciară - retragere a ghețarilor determinată de încălzirea climei.
- regim hidrologic - regim definit de ansamblul mărimilor variabile caracteristice unei ape sau unui bazin hidrografic, cum ar fi: debitul apelor din precipitații, pierderile de apă prin evaporare, nivelurile suprafețelor libere, vitezele și curenții, debitele etc.
- regiune anticiclonică - vezi anticiclon.
- rețea meteorologică - totalitatea stațiilor și posturilor meteorologice care efectuează observații asupra elementelor meteorologice de pe un anumit teritoriu.
- revoluție climatică - vezi accident climatic.
- rezervă de zăpadă - vezi acumulare anuală de zăpadă.
- rouă - vapori de apă din aer, care, în atingere cu obiectele reci de pe solul, se condensează.
- roza vânturilor - diagramă pe care se reprezintă viteza vântului și direcția în funcție de punctele cardinale.
- rupere de nori - ploaie torențială însoțită de descărcări electrice.

## S
- scara Beaufort - scară empirică pentru descrierea vitezei vântului bazată pe evaluarea efectelor produse de acesta asupra mării.
- scara vântului geostrofic - dispozitiv grafic pentru determinarea vitezei vântului geostrofic în funcție de distanța dintre izobare sau izohipse pe o hartă de presiune atmosferică sau cu izohipse.
- secetă - perioadă dintr-un an când precipitațiile cad în cantități foarte mici sau lipsesc și temperatura este ridicată.
- séișe - pendulări ale apei lacurilor datorită variațiilor presiunii atmosferice, vântului sau unor ploi puternice.
- simún - vânt puternic, cald și uscat, încărcat cu nisip, caracteristic Saharei și deșerturilor din Africa.
- sirócco - vânt cald și foarte uscat care bate în sudul Europei și în Orientul Apropiat dinspre deșerturile Africii de Nord și ale Arabiei.
- smog - ceață deasă, amestecată cu fum, care se formează în regiunile puternic industrializate sau în marile centre urbane; are efecte dăunătoare asupra populației (exemplu: Marele Smog din 1952).
- sondaj (meteorologic) - măsurători ale diferitelor elemente atmosferice efectuate cu ajutorul undelor sonore (sondaj acustic), prin lansare de baloane, planoare etc. cu diferite aparate (sondaj aerologic), cu baloane dirijate, echipate cu aparate meteorologice (sondaj aerostatic), cu rachete meteorologice, sateliți etc.

- sondaj cu balon captiv - sondaj efectuat cu ajutorul unui balon ancorat la sol, care este dotat cu instrumente pentru determinarea valorilor unuia sau mai multor elemente meteorologice din altitudine.

- sorb - vânt puternic care se propagă sub forma unui vârtej.
- stare hidrometrică - situația vaporilor de apă din atmosferă, caracterizată prin raportul dintre greutatea vaporilor de apă conținuți într-un metru cub și greutatea aerului uscat aflat în același volum.
- stație hidrologică - unitate în sistemul de efectuare a observațiilor și de prelucrare a datelor hidrologice, care coordonează o serie de posturi hidrometrice de pe râuri și lacuri și în care se efectuează măsurători de debite, prelevări de probe ca aluviuni etc. (sinonim: stație hidrometrică).
- stație hidrometrică - vezi stație hidrologică.
- stație meteorologică - unitate din rețeaua hidrometeorologică în care se fac observații asupra fenomenelor meteorologice și o prelucrare primară a informațiilor.
- stratocúmulus - nori inferiori care se prezintă ca grămezi compacte cu aspect de valuri; sunt frecvenți iarna.
- stratosferă - unul dintre straturil principale ale atmosferei, situată între troposferă și mezosferă.
- stratul Ekman - stratul de tranziție dintre stratul limită de la sol (unde tensiunea de forfecare este constantă) și atmosfera liberă (unde atmosfera este tratată ca un fluid ideal în echilibru geostrofic aproximativ).
- stratus - nori sub formă de strat uniform, de culoare cenușie, care se apropie mult de ceață și care produc burniță sau zăpadă; când stratus este desfășurat în fâșii neregulate, se numește fractostratus.
- structură de blocaj atmosferic - structură de altitudine definită de un sistem talveg dorsal staționar.

## T
- taifun - ciclon tropical activ în partea de apus a Oceanului Pacific și care se manifestă mai ales în estul Asiei și în estul Americii de Nord.
- teleconexiune - o legătură între schimbarea parametrilor de vreme care se produce în diferite zone ale globului, situate la distanțe mari unele de altele.
- temperatura aerului - temperatură care se determină cu instrumente de măsură (termometre, termografe), prin schimbul caloric efectuat între receptorul aparatului de măsură și atmosferă în condițiile termice ale adăpostului meteorologic.
- temperatura solului - temperatură care se determină cu termometre speciale, în diferite puncte, la suprafața solului și la diferite adâncimi.
- temperatura suprafeței marine - temperatura din apropierea suprafeței oceanului.
- temperatură echivalentă - temperatura pe care ar avea-o o masă de aer în cazul în care vaporii de apă pe care îi conține s-ar condensa în totalitate, datorită proceselor adiabatice și s-ar răci până la 0 °C.
- termoanemometru - aparat folosit pentru determinarea vitezei, vântului, a curenților de aer, prin măsurarea rezistenței electrice a unui filament încălzit.
- termobarograf - instrument folosit pentru măsurarea și înregistrarea temperaturii și presiunii.
- termobarometru - instrument pentru măsurarea temperaturii și presiunii atmosferice.
- termograf - termometru cu mecanism de înregistrare a variației de temperatură.
- termohigrograf - aparat pentru măsurarea temperaturii și umidității aerului.
- termosferă - strat atmosferic în care temperatura crește odată cu altitudinea.
- topoclimă - variația elementelor meteorologice în stratul de aer din imediata apropiere a solului (sinonim: climă locală).
- torențial:

- (despre ploaie) cu debit mare și cu durată scurtă; vijelios;
- (despre ape curgătoare) care are un curs vijelios, prezentând creșteri bruște de debit și o mare putere distructivă.
- tornadă:

- (în America de Nord) vârtej de vânt extrem de violent, devastator, dar cu arie de acțiune restrânsă, adesea însoțit de ploaie torențială, provocat de pătrunderea maselor de aer rece din vest peste aerul cald și umed din Golful Mexic;
- (în vestul Africii) furtună puternică, catastrofală, de scurtă durată, cu extindere relativ mare, provocată de întâlnirea aerului cald al musonului de sud-vest cu aerul din Sahara.
- tramontana - vânt puternic, rece și uscat, care suflă dinspre nord sau nord-vest, caracteristic regiunilor mediteraneene, în special în zonele montane sau apropiate de coastă, cum ar fi Italia, sudul Franței, Spania și Croația.
- transport vest-est - proces în cadrul circulației generale a atmosferei care deplasează elemente ca momentul, căldura, umiditatea, particule materiale, vorticitate etc., către est printr-un punct fix sau printr-un plan longitudinal fix date.
- trăsnet - descărcarea electrică ce se produce între nori și pământ.
- trombă - vânt în formă de vârtej cu axă verticală sau puțin înclinată și cu o mare viteză.
- tsunámi - valuri maritime devastatoare, provocate de cutremure, care invadează coastele Oceanului Pacific.
- tunet - zgomot puternic care însoțește o descărcare electrică atmosferică (fulger sau trăsnet).
- turbion - circulație giratorie a aerului în jurul unui ax orientat arbitrar, vector definit prin: {\displaystyle {\vec {q}}=\nabla \times {\vec {V}}=\mathbf {rot} {\vec {V}}}, unde {\displaystyle {\vec {q}}} este vectorul vorticității și {\displaystyle {\vec {V}}} este vectorul vântului (sinonim: vorticitate).
- turbion absolut - turbion măsurat într-un sistem de coordonate absolute; este suma turbionului relativ cu cea a turbionului Pământului, respectiv parametrul Coriolis (sinonim: vorticitate absolută).
- turbion geostrofic - turbion staționar cu axa orizontală format în partea de sub vânt a unui obstacol orografic, care însoțește uneori undele de mare amplitudine; în aeronautică, este cunoscut sub denumirea de “rotor” și este considerat ca extrem de periculos pentru aeronavele mici prin turbulența creată (vezi și vorticitate geostrofică).
- turbion potențial - vorticitatea pe care ar avea o coloană de aer delimitată de două suprafețe izentrope adiacente dacă aceasta ar fi adusă la o latitudine “standard” arbitrară apoi ar fi extinsă sau redusă la o grosime “standard” arbitrară.
- turbion relativ - turbion (de regulă componenta verticală a acestuia) măsurat într-un sistem de coordonate fixe în raport cu suprafața terestră.
- turbion termic - turbionul vântului termic calculat plecând de la distribuția liniilor de grosime dintr-un strat atmosferic; se determină cu ajutorul formulei:  {\displaystyle \xi _{T}=g/f\cdot \nabla ^{2}ph}, în care f este forța Coriolis, {\displaystyle \nabla ^{2}p} este operatorul izobaric Laplace și h este grosimea.

## U
- umbră pluviometrică - zonă cu precipitații semnificativ reduse datorită efectului orografic al unui lanț muntos; fenomen generat de interacțiunea dintre vânturile umede și relieful muntos.
- umezeala aerului – conținutul vaporilor de apă din aer exprimat în unități absolute și relative.
- uragan - ciclon sau vânt (de regulă în Oceanul Atlantic) cu viteză foarte mare (forța 12 - 17 pe scara Beaufort) și care provoacă mari distrugeri.

## V
- val Kelvin(-Helmholtz) - tip rar de nori care se formează atunci când două straturi diferite de aer trec unul peste celălalt cu viteze diferite, iar stratul superior este mai rapid; stratul din mijloc duce mănuchiuri de aer din cel de jos în cel de sus, astfel răcindu-se și condesându-se.
- vara sfântului Martin sau vara fetelor bătrâne - perioadă caldă din prima decadă a lui noiembrie în țările din Europa Occidentală și la sfârșitul lui octombrie în Europa Centrală și aceasta datorită unui câmp de mare presiune ce se întinde din Insulele Azore până în Câmpia Rusă.
- vânt - mișcare orizontală a maselor de aer provocată de diferența de presiune atmosferică dintre două regiuni.

- vânt ageostrofic - diferența vectorială dintre vântul real (observat) și vântul geostrofic (sinonim: componenta ageostrofică a vântului).
- vânt alobaric - viteza vântului rezultată atunci când forța Coriolis este egală cu accelerația locală a vântului geostrofic.
- vânt de gradient - mișcarea uniformă a aerului, de-a lungul izobarelor, condiționată de forța gradientului baric, forța Coriolis și forța centrifugă; în cazul izobarelor rectilinii și paralele, vîntul de gradient este geostrofic, iar în cazul izobarelor circulare și paralele, el este geociclostrofic.
- vânt dominant - vântul cel mai frecvent într-o regiune dată în decursul anului.
- vânt geostrofic - vânt teoretic rezultat din echilibrul dintre forța orizontală de presiune și componenta orizontală a forței de deviere datorată rotației terestre.
- vânt subgeostrofic - vânt a cărui viteză este mai mică decât cea a vântului geostrofic corespunzător.
- vânt suprageostrofic - vânt ce are viteza mai mare decât cea a vântului geostrofic corespunzător.
- vânt termic - creșterea vectorului vântului geostrofic de la un nivel inferior la unul superior, depinzând de gradientul  orizontal mediu de temperatură al stratului; mai este denumit componenta termică a vântului.

- vârtej:

- vânt puternic, vijelios, care se învârte cu viteză pe loc, ridicând în aer obiecte ușoare;
- sul, coloană, trâmbă (de praf, de fum, de zăpadă etc.).
- vertex - punctul cel mai vestic atins de un ciclon în emisfera nordică, de la care acesta își schimbă direcția.
- viitură - creșterea bruscă a nivelului apei dintr-un râu, ca urmare a creșterii debitului (de exemplu în cazul averselor) și care poate provoca mari pagube.
- vijelie - fenomen specific catafronturilor, caracterizat prin vânt foarte puternic, adesea însoțit de descărcări electrice, de scădere bruscă a temperaturii și de precipitații atmosferice; altă denumire: gren; vezi și furtună.
- vírga - picături de apă care se văd căzând din nori sub forma unor fâșii, dar nu ajung la suprafața Pământului din cauza evaporării.
- viscol - zăpadă ridicată de la suprafata solului de un vânt tare si turbulent; în timpul viscolului poate să ningă sau nu.
- viscol de altitudine -  viscol caracterizat prin ridicarea zăpezii la mari înălțimi, încât cerul nu se mai vede.
- viscol la sol - viscol în care zăpada nu se ridică mai sus de circa 2 m.
- vizibilitate - distanță maximă până la care poate fi văzut un obiect și care depinde de puritatea atmosferei, contrastul dintre obiect și fond; astfel, ceața, ploaia, ninsoarea, fumul, praful reduc vizibilitatea.
- vorticitate - vezi turbion.
- vorticitate absolută - vezi turbion absolut.
- vorticitate geostrofică - vorticitatea sau turbionul vântului geostrofic (vezi și: turbion geostrofic).
- vorticitate potențială - vezi turbion potențial.
- vorticitate relativă - vezi turbion relativ.
- vorticitate termică - vezi turbion termic.
- vreme - stare a atmosferei la un moment dat și într-un loc determinat, caracterizată prin totalitatea elementelor meteorologice (temperatură, presiune, umiditate, nebulozitate, precipitații, vânt); este determinată de radiația solară și de circulația maselor de aer.

## W
- Willy-Willy - denumire a unui ciclon format în strâmtoarea Timor, pe coasta de nord a Australiei.

## Z
- zai - amestec de apă cu gheață aciformă.
- zăpadă - precipitații atmosferice solide constând din cristale de gheață care se asociază formând fulgi.
- zăpór - îngrămădire de sloiuri de gheață într-un anumit punct al unui râu, care se produc în perioada topirii podului de gheață, și care poate genera inundații.
- zefir - vânt slab, călduț care bate primăvara; în România bate din vest.
- zonă climatică - regiune a Pământului cu caracteristici climatice proprii, determinate de variația latitudinală a elementelor climatice.
- zonă de protecție - zonă, având raza de 10 ori înălțimea obiectelor din jur, pentru protecția (împotriva unor influențe modificatoare) platformelor meteorologice.
- zonă de stagnare - termen folosit în studiile de poluare care desemnează o zonă din stratul de aer de la sol, în care persistă cel puțin pentru patru zile următoarele condiții: un vânt geostrofic sub 15 noduri (7 m/sec), fără pasaje frontale și fără precipitații.